# Biel, Valais
Biel är en ort i kommunen Goms i kantonen Valais, Schweiz. Orten var före den 1 oktober 2000 en egen kommun, men slogs då samman med kommunerna Ritzingen och Selkingen till kommunen Grafschaft som i sin tur blev en del av kommunen Goms den 1 januari 2017.